# ستوبس ضد جست ليديز فيتنس المحدودة (بمترو تاون)
اُعتبرت قضية ستوبس ضد نادي جست ليديز فيتنس الرياضي للسيدات بمتروتاون تمييزاً على أساس الجنس والتي قضت فيها محكمة كولومبيا البريطانية لحقوق الإنسان التي تحظى بأهمية بالغة في القانون الكندي، باعتبارها لا تشكل تمييزاً حيث رأت أن سياسة قبول النساء فقط في النوادي الرياضية العامة ليس تمييزاً.

## الشكوى
في 2 أكتوبر 2004، تقدم رالف ستوبس، أحد سكان فانكوفر، بطلب عضوية إلى صالة اللياقة البدنية جست ليديز فيتنس المخصصة للسيدات فقط في مدينة متروتاون، تم رفض عضويته لأنه رجل. قدم ستوبس شكوى إلى محكمة كولومبيا البريطانية لحقوق الإنسان في 21 نوفمبر 2006 بأنه تعرض للتمييز بسبب جنسه، هذا انتهاكا للمادة 8 من «قانون حقوق الإنسان»، الذي يحظر التمييز حسب الجنس. أصدرت المحكمة، وهي لجنة مؤلف من 9 إناث و3 ذكور، قرارها أن صاحب الشكوى لم يثبت أنه تعرض للتمييز

## الرد
جست ليديز فيتنس هي صالة للياقة البدنية للنساء فقط، على الرغم من أن بعض الرجال يعملون هناك في الإدارة والصيانة. قيل في المحكمة أن النساء يحضرن المركز لأنهن لا يشعرن بالراحة عندما يحدق بهن الرجال في صالات للجنسين. أوضحت جست ليديز فيتنس أيضًا أنه نظرًا لأنه أكثر نظافة، يحتوي على أوزان أصغر مناسبة للإناث، وبه فصول لياقة بدنية قبل الولادة فإن سياسة قبول النساء فقط يمكن تبريرها. جادل المديرون بأن النساء يدفعن رسومًا أعلى في منشآتهم عن تلك الموجودة في مرافق اللياقة الأخرى وهذا يثبت أن بعض الإناث يشعرن بأن الذهاب إلى صالات اللياقة البدنية المخصصة للإناث فقط أمر ضروري، لكنه لا يشكل تمييزًا جنسياً.

## قرار المحكمة
أصدرت محكمة حقوق الإنسان بأن صاحب الشكوى لم يُثبت وجود احتمالات صحيحة لجميع العناصر المطلوبة لإثبات حدوث تمييز. ولكن لا يزال لديه الحق في الطعن في قرار المحكمة.
أولاً، وجدت المحكمة أن صاحب الشكوى لم يتأثر سلباً برفض العضوية. ادعاءه أن المرفق كان أقرب إلى منزله غير صحيح، وادعائه أن فترة العضوية الأولية المجانية لم تكن كبيرة ولأنه لم يبحث عن فرص أخرى للانضمام إلى صالات رياضية أخرى، وجدت المحكمة أنه لا يعتزم جادًا التدرب في صالة اللياقة البدنية، لأنه لم يذهب إلى أي صالة للياقة البدنية من قبل، ولم يحضر أيًا منها بعد حرمانه من العضوية في «جست ليديز فيتنس».
ثانياً، وجدت المحكمة أن صاحب الشكوى لم يثبت أن كرامته قد تأثرت سلباً برفضه لعضويته. في قانون كولومبيا البريطانية، لا يمكن للمرء أن يحصل على تعويض بسبب التمييز ضده ما لم يثبت المرء أيضًا أن التمييز قد أساء إلى كرامتهم، وفشل السيد ستوبس في إثبات أنه قد أسُئ إلى كرامته.
ثالثًا، وجدت المحكمة أن هدفها هو تقديم تعويضات لأولئك الذين عانوا بالفعل من التمييز ضدهم، وأنه لا ينبغي استخدام المحكمة لتقديم وجهة نظر سياسية. ووجدت المحكمة أن مطالبة ستوبس كانت ذات دوافع سياسية، وأن تقديم مثل هذه الادعاءات يضر بمن يقدمون دعاوى مشروعة بالتمييز، بما في ذلك الرجال الذين تعرضوا للتمييز والذين تم الإساءة إلى كرامتهم.

## قضايا مشابهة
- وكالة حكومية تقاضي نادي سانتا روزا الصحي